# Čečín
Čečín (deutsch: Zetschin) ist ein Gemeindeteil von Bělá nad Radbuzou im westböhmischen Okres Domažlice in Tschechien.

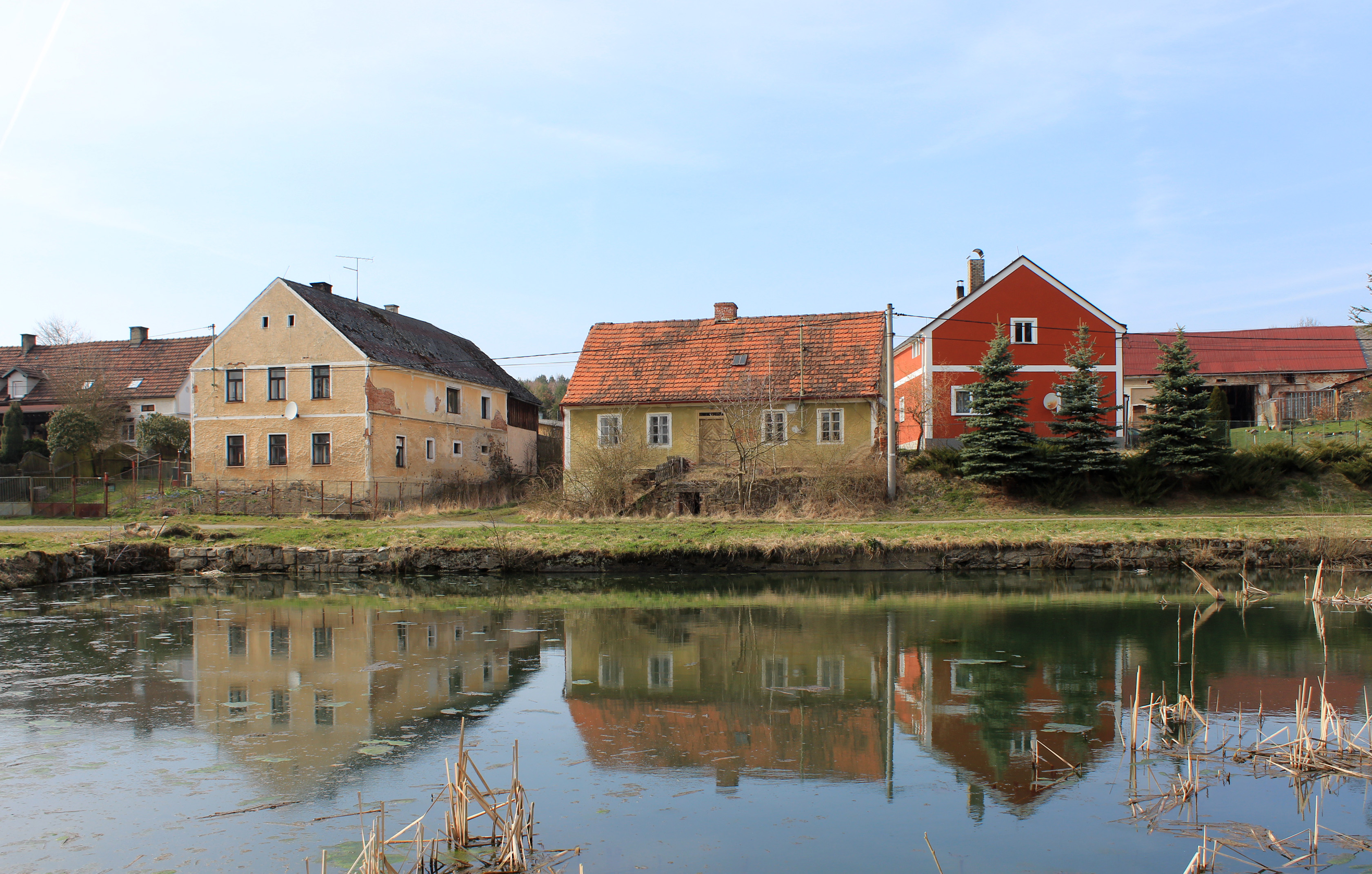
Čečín

## Geografische Lage
Čečín liegt am Zetschiner Bach, der etwa einen Kilometer weiter südlich in die Radbuza mündet, am Fuß des 662 Meter hohen Černá hora etwa zwei Kilometer östlich von Bělá.

## Geschichte
Der Name Čečín gehört zu den Besitzer- und Sippennamen, die in der slawischen Namengebung im Vergleich zur deutschen die Naturnamen bei weitem überwiegen. Čečín ist vom Personennamen Čeč abgeleitet und die Endung -ín hat die Bedeutung Dorf des ... Also bedeutet Čečín Dorf des Čeč. Die deutsche Bezeichnung Zetschin ist dem tschechischen Čečín lautmalerisch angeglichen.
Čečín gehört zu den 28 königlichen Altdörfern der westböhmischen Grenzbezirke die um das Jahr 1000 nach der Errichtung der Grenzburgen Pfraumberg, Tachau und Taus von den böhmischen Königen mit Choden besiedelt wurden, die zum Schutz der böhmischen Grenze gegen Bayern verpflichtet waren. Es gab 12 Pfraumberger, 7 Tachauer und 9 Tauser Chodendörfer. Die Gründung der 28 königlichen Altdörfer kann als Beginn der Besiedelung der Ostseite des Oberpfälzer Waldes angesehen werden. In diesen Landstrich sickerten in der Folge viele deutsche Siedler ein. Karl IV. schützte und förderte die deutschen Siedler in Böhmen, verlangte von ihnen aber, dass sie ihre Kinder zweisprachig deutsch und tschechisch erziehen.
Von den 12 Pfraumberger Chodendörfern gehörten die fünf Dörfer Jadruž bei Stráž u Tachova (Godrusch), Kundratice bei Přimda (Konraditz), Třískolupy pod Přimdou (Drißgloben), Rájov bei Přimda (Rail) und Urlau zum Chodengericht Stráž u Tachova (Neustadtl). Sie sind die ältesten. Die restlichen 7 Chodendörfer sind Třemešné (Zemschen), Bezděkov (Pössigkau), Málkov (Přimda) (Molgau), Čečín (Zetschin), Újezd Svatého Kříže (Heiligenkreuz), Bonětice bei Stráž u Tachova (Wonetitz) und Bohuslav (Staré Sedliště) (Wusleben). Diese 7 gehörten zum Chodengericht Weißensulz. Diese 12 Altdörfer wurden ausdrücklich in der Gründungsurkunde des Klosters Kladrau im Jahr 1108 vom Klosterbesitz ausgenommen, da sie dem Grenzschutz dienten.
Zetschin wurde 1408 erstmals schriftlich erwähnt. 1656 hatte Zetschin 8 Bauern, 2 Chalupner, einen Gärtner, 31 Gespanne, 19 Kühe, 31 Stück Jungvieh, 62 Schafe und 52 Schweine.
1789 hatte Zetschin 19 Häuser, 1839 22 Häuser und 111 Einwohner, 1913 29 Häuser und 174 Einwohner. Zetschin war nach Bělá eingepfarrt und hatte eine einklassige Volksschule mit 50 Kindern, die Expositur von Bělá war.
Nach dem Münchner Abkommen wurde Zetschin dem Deutschen Reich zugeschlagen und gehörte bis 1945 zum Landkreis Bischofteinitz.